# Carolus Horn
Carolus Horn (* 1921 in Wiesbaden; † Dezember 1992 in Laubach, Hessen) war ein deutscher Werbegrafiker und -texter.
Der Maler und Designer zählte zu den wenigen bekannten Künstlern, die im Laufe ihres Lebens an Demenz erkrankten und anschließend dennoch weiterhin kreativ tätig blieben.

## Leben
Carolus Horn wirkte als Werbedesigner und widmete sich in seiner Freizeit intensiv dem Zeichnen und Malen, so „auch in krisenhaften Lebenssituationen“ wie beispielsweise während seiner Kriegsgefangenschaft im Zweiten Weltkrieg.
Horn arbeitete jahrzehntelang mit seinem Künstlerkollegen Hans Jung zusammen, mit dem er unter der Künstlersignatur JU-HO für die Werbeagentur McCann Erickson Aufträge der Adam Opel AG in der Prospekt- und Anzeigengestaltung ausführte.
Einige seiner Werbeslogans, wie „Nur Fliegen ist schöner“ für die Opel-Marke Opel GT von 1968, wurden zu Redewendungen oder erlangten große Bekanntheit, wie etwa „Alle reden vom Wetter. Wir nicht.“ für die Deutsche Bundesbahn.
Heute ist Horns Name hauptsächlich mit der Wanderausstellung Wie aus Wolken Spiegeleier werden verknüpft, die mittels seiner Bilder eindrucksvoll und anschaulich den Verlauf der Alzheimerschen Krankheit dokumentiert, an der Horn mit 60 Jahren erkrankte und an der er im Alter von 71 Lebensjahren starb.
Ab 1984 bis zu seinem Tod malte Horn die Rialto-Brücke in Venedig, die er auch schon vor seiner Erkrankung oft gemalt und gezeichnet hatte, immer wieder neu. Dabei fanden sich zwar die typischen, krankheitsbedingten Einschränkungen im künstlerischen Ausdruck, „aber auch die gute Möglichkeit, Emotionen und Persönliches trotz der Erkrankung auszudrücken.“
2001 erschien eine Monographie über den Künstler im Verlag Maurer & Maurer in Verbindung mit der ersten Ausstellung seines Œuvres, den Aktivitäten der Alzheimergesellschaft Bonn e. V. und dem Unternehmen Novartis Pharma, das die ausgestellten Bilder erwarb und anschließend einige Jahre lang etliche Ausstellungen in unterschiedlichen Institutionen organisierte.